# قاضیان، اوجار
قاضیان، اوجار (به ترکی آذربایجانی: Qazyan) یک منطقهٔ مسکونی در جمهوری آذربایجان است که در شهرستان اوجار واقع شده‌است. قاضیان ۱۶٬۰۱۸ نفر جمعیت دارد.